# 髙梨智弘
髙梨 智弘（たかなしともひろ、1945年8月16日 - 2021年8月16日）は、日本の公認会計士、経営コンサルタント。Ｔ＆Ｔパートナーズ会長、医業経営コンサルタント（(公社)日本医業経営コンサルタント協会認定）、ITコーディネータ（NPO法人ITコーディネータ協会認定）、株式会社日本総合研究所フェロー、文部科学省『政策評価に関する有識者会議』日本学術振興会ワーキングチーム委員、NPO法人内部統制評価機構（内部組織に医療経営総合研究所）理事長、NPO日本ナレッジ・マネジメント協会理事、NPO法人ITコーディネータ協会評議員、日本イノベーション融合学会理事長、株式会社経済産業新報社取締役会長、株式会社I.G.Mホールディングス監査役、株式会社クレデンス監査役を歴任した。従兄に元横浜商工会議所会頭、現タカナシ乳業株式会社会長 髙梨昌芳がいる。

## 略歴・人物

### 略歴
- 1945年、神奈川県横須賀市生まれ
- 1961年、鎌倉市立御成中学校卒業
- 1964年、慶應義塾高等学校卒業（ハンドボール部主将）[1]
- 1968年、慶應義塾大学経済学部卒業
- 1969年、早稲田大学大学院商学研究科中退
- 1970年、アーサーヤング会計事務所入所
- 1975年、公認会計士登録
- 1975～76年、アーサーヤング会計事務所米国シカゴオフィスにてイリノイ州や大手企業のコンピュータ監査を担当
- 1981～82年、香港日本商工会議所理事
- 1983年、ハーバード・ビジネス・スクールAMPコース修了
- 1995年4月より日本総合研究所理事（2008年6月より同社フェロー）
- 1995年、（財）社会経済生産性本部『ベンチャーマーケティング推進会議』総合コーディネーター（～2005年6月）
- 1996年、同『日本経営品質賞』推進委員（1996年同賞審査員、1996～07年同賞判定委員）
- 2001年1月、NPO法人ITコーディネータ協会理事（～2018年6月）
- 2002～2005年、経済産業省日本規格協会品質マネジメントシステム企画委員会委員
- 2004年4月、公益社団法人日本医業経営コンサルタント協会理事（～2007年3月）
- 2008年6月、株式会社フジタ、取締役（～2010年6月）
- 2013年10月、株式会社トラスト・テック取締役（～2015年9月）
- 2016年12月、株式会社クレデンス監査役
- 2017年4月、株式会社I.G.Mホールディングス監査役
- 2021年8月、自宅で倒れ永眠

### その他歴任
アーサーヤングパートナー、アーンストアンドヤングパートナー、朝日監査法人（現あずさ監査法人）代表社員、朝日アーサーアンダーセン代表、日本公認会計士情報システム委員会委員長及び経営研究調査会副委員長、日本経営分析学会理事、日本財務管理学会理事、日本ナレッジ・マネジメント学会副理事長、日本危機管理学会会長、日本経営品質学会理事、The Benchmarking Review ( London ) 誌Int’l Editorial Board 委員 、医療経営総合研究協会会長、国際コンサルタンツグループ会長、成蹊大学経済学部非常勤講師、関西学院大学大学院非常勤講師、法政大学エクステンションカレッジ講師、神戸大学大学院経営学研究科非常勤講師、明治大学リバティアカデミー非常勤講師、杏林大学総合政策学部非常勤講師、新潟大学大学院MOT特任教授、自治医科大学客員教授、慶應義塾大学SFC研究所上席所員

### 資格
- 公認会計士
- ベンチマーキング・インストラクター（APQC /（公益（財））日本生産性本部公認
- ハーマンモデル・ファシリテータ（ハーマンインターナヨナル認定）
- ITコーディネータ（特定非営利活動法人 ITコーディネータ協会認定）
- 知識統括役員(CKO)（法政大学エクステンションカレッジ/日本KM学会認定）
- 認定内部統制評価者（特定非営利活動法人 内部統制評価機構認定）

### 思考
「多様な知を結集して、より良い社会を実現すること」をゴールに設定して、常に「One Step Further!」（一歩前へ！）が信条である。著書である『知の経営』に経験知から得た「事実のベストプラクティス」として「10の思考（ベストプラクティスの要因）」を挙げている。その結果、独自の経営論理を開発、世に公開している。「８Ｗ３Ｈ」「３層のネットワークコミュニティ」「知のピラミッド」「トリプルループの経営サイクル」「ＳＰＤＬＩサイクル」「イ・ショク・ジュウ」「ＡＡＡの概念」「Ｗｈａｔｏｗの概念」「改善・改革の４Ｐ」他。

### ネットワーク＆エピソード
- 1981年、30代で香港日本商工会議所理事をしていたおり、お祭りを見たことのない香港在住の日本人子女のために、東京の三社神輿を輸送し香港青年会議所と初めての日本祭りを企画・開催、実行委員長を務めた。
- 1989年、ピーター・ドラッカーの住むカリフォルニア州クレアモントで師とのナレッジマネジメント会議を主宰したり、日本でピータードラッカー研究会を立ち上げたり、ドラッカー信奉者の一人として活躍した。
- 日本イノベーション融合学会（IFSJ）を2014年4月1日に創設。現在、IFSJでは中小企業や個人を対象に多様なイノベーション事例を世に広げるべく2020年「知のオリンピック」の開催に向けて尽力した。

## 著書・訳書・論文

### 主な著書
- 『新規事業テーマの探し方、選び方、そして決定の条件』（技術情報協会、共著）,2015（★日本イノベーション融合学会学術貢献賞受賞）
- 『プロセスで解き明かすイノベーション』（日経BP社、ITCA監修、共著）,2014
- 『ＩＴＣ実践力ガイドライン』（日経ＢＰ社、共著）,2013
- 『知の経営～透き通った組織～』（白桃書房）,2009 （★日本危機管理学会学術貢献賞受賞）
- 『INOVAÇÃO』（ブラジル　Editora Saraiva、　共著），2007
- 『ベンチマーキング入門』（生産性出版）,2006
- 『弓と矢の国』（シュプリンガー・フェアラーク東京）,2005
- 『“日本発”ＭＢＡ戦略＆マネジメント：基礎編』（中央経済社、共著）,2003
- 『プロセスマネジメント入門] （生産性出版、共著）, 2003
- 『これから求められる管理者捨てられる管理者』（こう書房）, 2001
- 『ITコーディネータに１回で受かる本』（中経出版、共著）, 2001
- 『図解わかる！ナレッジマネジメント』（ダイヤモンド社），2000
- 『入門マネジメント＆ストラテジーよくわかるナレッジマネジメント』（日本実業出版社、編著）,2000
- 『入門ナレッジ・マネジメント基本と実例』（かんき出版、共著），1999
- 『経営品質の真実』（生産性出版），1998
- 『経営を読む事典』（東洋経済新報社、編著），1998
- 『Global Cases in Benchmarking』（米国　ASQC Quality Press、共著），1998
- 『リスク・マネジメント入門』（日本経済新聞社ー日経文庫ー) ,1997
- 『経営品質革命』（東洋経済新報社）,1996
- 『日本経営品質賞』（生産性出版、共著），1996
- 『マネジメントの基本』（日本経済新聞社ー日経文庫ー）, 1995
- 『ベンチマーキングとは何か』（生産性出版），1994
- 『蘇れマネジメント・パワー』（中央経済社），1994　他多数

### 主な訳書
- 『アテンション！』（シュプリンガー・フェアラーク東京、共訳）,2005
- 『ハーマンモデル』（東洋経済新報社、監訳）,2000
- 『ビジネス・プロセス・ベンチマーキング』（生産性出版、監訳）,1996
- 『構造化分析とシステム仕様』『合併･買収の人材戦略』( 日経ＢＰ社、共訳 ）,1986
- 『管理職ハンドブック』（日本経済新聞社、共訳）,1987   他多数

### 主な論文
- 『Logic of Chi Management and Integrated Processes for Innovation Fusion』（イノベーション融合ジャーナル　Vol.1 No.1 2016.3）
- 『MOTの本質「新しい知の改革行動基準」の考察』（新潟大学大学院技術経営研究科MOTレビュー第２号 2011.3）
- 『Entirety and Individuality of Chi』(“The Annual Bulletin of Knowledge Management Society of Japan” Knowledge Management Society of Japan 2006 No.7 2006.4)
- 『新時代のナレッジ・マネジメント『知の経営』』（日本総研Japan Research Review 創立３５周年記念特別号2004.12 ）
- 『ナレッジを見る目　1～23回連載』 （経済産業新報2001.5から2005.8  ）
- 『知の５相関の環（知のイネイブラーの研究）』（日本ナレッジ・マネジメント「学会ナレッジ・マネジメント研究年報」1999年第1号　1999.7）
- 『ナレッジ・マネジメント1～20回連載』（日本経済新聞1999.2/3月）
- 『THE JAPAN QUALITY AWARD:EXCELLENCE IN QUALITY MANAGEMENT』JOURNAL of INNOVATIVE MANAGEMENT誌（米国），1998
- 『ベンチマーキング推進母体を』経済教室（日本経済新聞1995.9.16）
- 『変革と潜在力開発が生み出すﾊｲ･ﾊﾟﾌｫｰﾏﾝｽ』DIAMONDハーバード・ビジネス誌1995.3　他多数